# William Brouncker
William Brouncker   (Castlelyons, c. 1620 - Londres, 5 d'abril de 1684) va ser el segon vescomte de Brouncker, matemàtic i el primer president de la Royal Society. La seva fama com a matemàtic, descansa sobretot en la seva capacitat per a resoldre problemes proposats per altres.

## Vida i obra
Se sap poca cosa dels primers anys de la seva vida, tant és així que la seva data i lloc de naixement no han estat plenament confirmades. Se sap que va ingressar a la Universitat d'Oxford amb setze anys on hi va obtenir el doctorat en Medicina l'any 1647. L'any 1645, el seu pare va obtenir el bescomptat de Castlelyons, però va morir dos mesos més tard, heretant, doncs, el títol William Brouncker.
Els anys de la guerra civil anglesa (1642-1651) i posteriors, van ser difícils per a la família Brouncker, ja que eren fervents reialistes. De fet, William Brouncker va ser un dels reialistes que va romandre a casa tranquil prosseguint els seus estudis.
Amb la restauració monàrquica (1661), Carles II el torna a nomenar per a càrrecs polítics prominents: Membre del Parlament per Westbury (1660), president del Gresham College (1664-1667), comissionat de l'armada reial (1664-1668), controlador de comptes del Tresor (1668-1679) i gerent de l'Hospital de Santa Caterina (1681-1684).
El càrrec pel que, finalment, serà més conegut va ser el de primer president de la Royal Society de Londres, fundada el 1662, sota els auspicis de Carles II. Brouncker serà reelegit anualment fins a la seva resignació el 1677.
L'únic llibre que va publicar Brouncker va ser una traducció i edició de l'obra de Descartes Musicae Compendium, augmentant considerablement la seva extensió (1653).
Els seus anys més productius van ser precisament els anys en què va romandre reclòs a casa seva en què va mantenir una profusa correspondència amb John Wallis. Mentre l'obra de Wallis és ben reconeguda, l'obra de Brouncker no ha estat prou estudiada. Tant és així, que avui se'l coneix com el primer matemàtic modern en haver estudiat l'equació de Pell, que, irònicament, porta el nom d'un altre matemàtic que mai la va estudiar: John Pell.